# Cape May Point
Cape May Point est un borough situé dans le comté de Cape May, dans l'État du New Jersey, aux États-Unis.